# Regroupement démocratique de Kolda
Le Regroupement démocratique de Kolda est un ancien parti politique sénégalais actif à Kolda dans les années 1960.